# Джої Джарделло
Джої Джіарделло (англ. Joey Giardello; 16 липня 1930 року; Нью-Йорк, США — 4 вересня 2008; Черрі Хілл, США) — американський професійний боксер, абсолютний чемпіон світу (1963—1965) у середній вазі.

## Професійна кар'єра
Дебютував на професійному рингу 10 жовтня 1948 року, здобувши перемогу нокаутом у першому раунді.
4 серпня 1952 року переміг за очками (роздільним рішенням) колишнього претендента на титул чемпіона світу у напівсередній вазі Біллі Грема. Рахунок офіційних суддів: 6/4 і 6/3 на користь Джіарделло, 5/4 — на користь Грема. Результат був дуже спірним. Неофіційний рахунок — 8/2 на користь Грема.
19 грудня 1952 року вдруге зустрівся з Біллі Гремом. Переможцем знову було оголошено Джіарделло. Рахунок: 6/4, 5/4 та 3/7. Неофіційний рахунок: 6/4 на користь Грема.
6 березня 1953 року відбувся третій бій між Джіарделло та Гремом. Усі троє суддів віддали перемогу Грему: 6/3, 7/4 та 8/3.
29 вересня 1953 року програв за очками Джонні Сакстону.
30 вересня 1959 року програв за очками нігерійцю Діку Тайгеру.
4 листопада 1959 року взяв реванш у Тайгера, вигравши з рахунком 47/45 і 45/44 (двічі).

### Чемпіонський бій з Джином Фуллмером
20 квітня 1960 року вийшов на бій проти чемпіона світу в середній вазі за версією NBA Джина Фуллмера. Поєдинок тривав усі відведені 15 раундів. Один суддя віддав перемогу Фуллмеру із рахунком 145/142. Ще один виставив 144/142 на користь Джіарделло. Ще один вважав, що була нічия (145/145). Таким чином, було зафіксовано нічию. Фуллмер зберіг свій титул.
11 жовтня 1960 року програв за очками Террі Доунсу.
6 березня 1961 року програв за очками Ральфу Дюпасу.
30 січня 1962 року здобув перемогу рішенням більшості над Генрі Генком. Поєдинок отримав звання бою 1962 року за версією журналу «Ринг».

### Чемпіонський бій з Діком Тайгером
7 грудня 1963 року втретє у кар'єрі зустрівся з Діком Тайгером. На кону були титули WBC і WBA в середній вазі, що належали Тайгеру. Джіарделло переміг за очками і вперше у кар'єрі став чемпіоном світу.
14 грудня 1964 року переміг Рубіна Картера та захистив свої титули.

### Четвертий бій із Діком Тайгером
21 жовтня 1965 року відбувся четвертий та заключний бій протистояння Джіарделло — Тайгер. Судді одноголосно віддали перемогу нігерійцю: 8/6, 9/5 та 10/5. Таким чином, Тайгер повернув собі титули у середній вазі.

## Досягнення
- Чемпіон світу в середній ваговій категорії (WBC, 1963-1965).
- Чемпіон світу в середній ваговій категорії (WBA, 1963-1965).